# Gouvernement Kristersson
Royaume de Suède
Andersson 
Le gouvernement Kristersson (en suédois : Regeringen Kristersson) est le gouvernement du royaume de Suède depuis le 18 octobre 2022, sous la 51e législature du Riksdag.
Il est dirigé par le conservateur Ulf Kristersson, à la suite de la victoire du bloc de droite et d'extrême droite aux élections de 2022. Il est constitué d'une coalition minoritaire de trois partis de droite, soutenue par l’extrême droite. Il succède au gouvernement minoritaire de la sociale-démocrate Magdalena Andersson.

## Historique
Ce gouvernement est dirigé par le nouveau Premier ministre conservateur Ulf Kristersson, anciennement ministre de la Sécurité sociale. Il est constitué d'une coalition minoritaire entre le Parti modéré de rassemblement (M), les Chrétiens-démocrates (KD) et Les Libéraux (L). Ensemble, ils disposent de 103 députés sur 349, soit 29,5 % des sièges du Riksdag. Il bénéficie du soutien sans participation des Démocrates de Suède (SD), qui dispose de 73 députés, soit 20,9 % des sièges.
Il est formé à la suite des élections législatives du 11 septembre 2022.
Il succède donc au gouvernement minoritaire de Magdalena Andersson, formé du seul Parti social-démocrate suédois des travailleurs (SAP) et bénéficiant de l'appui extérieur du Parti du centre (C), du Parti de gauche (V) et du Parti de l'environnement Les Verts (MP).

### Formation

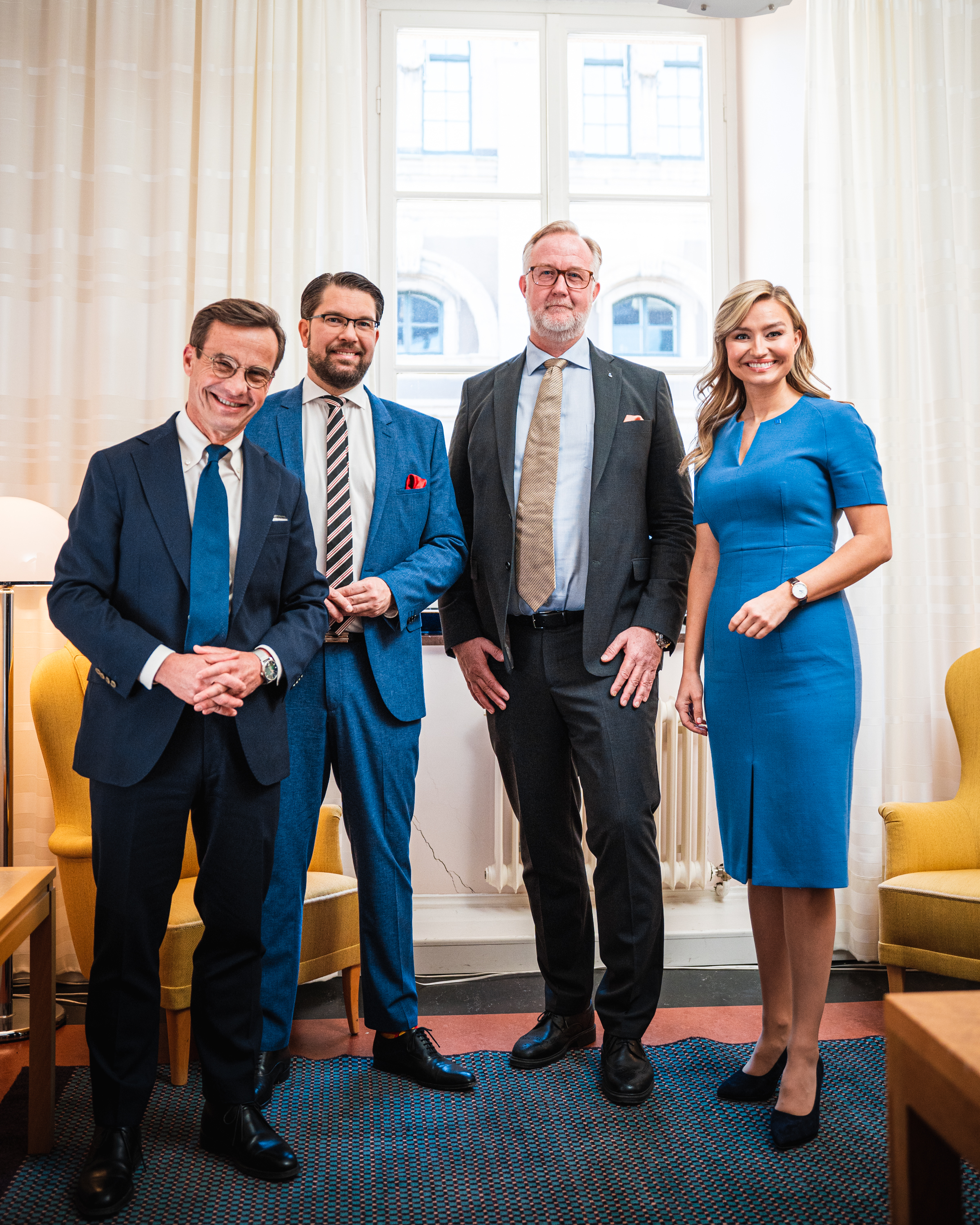
Ulf Kristersson, Jimmie Åkesson, Johan Pehrson et Ebba Busch lors de la signature de l'accord de majorité.

Au cours du scrutin, le bloc de droite, grâce au renfort de l'extrême droite, remporte une courte majorité de 176 sièges au Parlement, les Démocrates de Suède devenant la deuxième force politique du pays derrière les sociaux-démocrates.
Le 19 septembre, le président du Riksdag, Andreas Norlén, charge Ulf Kristersson de constituer le prochain gouvernement. Celui-ci demande le 12 octobre deux jours de délai supplémentaire pour boucler ses négociations, qu'il obtient.
Le 14 octobre, il annonce avoir conclu un accord pour former une coalition entre ses Modérés, les Chrétiens-démocrates et Les Libéraux, bénéficiant du soutien sans participation des Démocrates de Suède. Ulf Kristersson est élu le trois jours plus tard Premier ministre par le Riksdag, recevant 176 voix pour et 173 contre et devenant le premier chef de l'exécutif suédois à dépendre du soutien d'un parti d'extrême droite. Il prend ses fonctions le lendemain et procède à la nomination de ses ministres, répartis entre treize des Modérés, six des Chrétiens-démocrates et cinq des Libéraux.
Le ministère de l’Environnement perd son indépendance et est placé sous la tutelle du ministère de l’Énergie et de l’Industrie.

### Évolution
À la suite de la démission totalement inattendue du ministre des Affaires étrangères Tobias Billström au début du mois de septembre 2024, le Premier ministre procède le 10 septembre à un remaniement ministériel. La ministre des Migrations Maria Malmer Stenergard prend ainsi la direction de la diplomatie et cède son poste à Johan Forssell, jusqu'à présent ministre de la Coopération pour le développement et du Commerce extérieur, fonction qui revient à l'ancien président du mouvement de jeunesse du Parti modéré (MUF), Benjamin Dousa. En parallèle, Jessika Roswall renonce comme ministre des Affaires de l'Union européenne pour devenir commissaire européenne et se voit remplacer par la présidente de la commission parlementaire homonyme au Riksdag, Jessica Rosencrantz, tandis que les ministres de l'Éducation Mats Persson et du Marché du travail Johan Pehrson permutent leurs portefeuilles.

## Composition

### Initiale (18 octobre 2022)
| Poste                                                                       | Titulaire | Titulaire                   | Parti |
| --------------------------------------------------------------------------- | --------- | --------------------------- | ----- |
| Premier ministre                                                            |           | Ulf Kristersson             | M     |
| Vice-Première ministre Ministre de l'Énergie, du Commerce et de l'Industrie |           | Ebba Busch                  | KD    |
| Ministre des Affaires de l'Union européenne                                 |           | Jessika Roswall             | M     |
| Ministre de la Justice                                                      |           | Gunnar Strömmer             | M     |
| Ministre des Migrations                                                     |           | Maria Malmer Stenergard     | M     |
| Ministre des Affaires étrangères                                            |           | Tobias Billström            | M     |
| Ministre de la Coopération pour le développement et du Commerce extérieur   |           | Johan Forssell              | M     |
| Ministre de la Défense                                                      |           | Pål Jonson                  | M     |
| Ministre de la Défense civile                                               |           | Carl-Oskar Bohlin           | M     |
| Ministre des Affaires sociales                                              |           | Jakob Forssmed              | KD    |
| Ministre de la Santé                                                        |           | Acko Ankarberg Johansson    | KD    |
| Ministre des Services sociaux                                               |           | Camilla Waltersson Grönvall | M     |
| Ministre de la Sécurité sociale et des Personnes âgées                      |           | Anna Tenje                  | M     |
| Ministre des Finances                                                       |           | Elisabeth Svantesson        | M     |
| Ministre des Marchés financiers                                             |           | Niklas Wykman               | M     |
| Ministre des Administrations publiques                                      |           | Erik Slottner               | KD    |
| Ministre de l'Éducation                                                     |           | Mats Persson                | L     |
| Ministre de l'Enseignement primaire                                         |           | Lotta Edholm                | L     |
| Ministre du Climat et de l'Environnement                                    |           | Romina Pourmokhtari         | L     |
| Ministre de la Culture                                                      |           | Parisa Liljestrand          | M     |
| Ministre de l'Emploi et de l'Intégration                                    |           | Johan Pehrson               | L     |
| Ministre de l'Égalité des genres                                            |           | Paulina Brandberg           | L     |
| Ministre des Affaires rurales                                               |           | Peter Kullgren              | KD    |
| Ministre des Infrastructures et du Logement                                 |           | Andreas Carlson             | KD    |

### Remaniement du 10 septembre 2024
Par rapport à la composition précédente, les nouveaux ministres sont indiqués en gras et les ministres ayant changé d'attribution sont indiqués en italique.
| Poste                                                                       | Titulaire | Titulaire                   | Parti |
| --------------------------------------------------------------------------- | --------- | --------------------------- | ----- |
| Premier ministre                                                            |           | Ulf Kristersson             | M     |
| Vice-Première ministre Ministre de l'Énergie, du Commerce et de l'Industrie |           | Ebba Busch                  | KD    |
| Ministre des Affaires de l'Union européenne                                 |           | Jessica Rosencrantz         | M     |
| Ministre de la Justice                                                      |           | Gunnar Strömmer             | M     |
| Ministre des Migrations                                                     |           | Johan Forssell              | M     |
| Ministre des Affaires étrangères                                            |           | Maria Malmer Stenergard     | M     |
| Ministre de la Coopération pour le développement et du Commerce extérieur   |           | Benjamin Dousa              | M     |
| Ministre de la Défense                                                      |           | Pål Jonson                  | M     |
| Ministre de la Défense civile                                               |           | Carl-Oskar Bohlin           | M     |
| Ministre des Affaires sociales                                              |           | Jakob Forssmed              | KD    |
| Ministre de la Santé                                                        |           | Acko Ankarberg Johansson    | KD    |
| Ministre des Services sociaux                                               |           | Camilla Waltersson Grönvall | M     |
| Ministre de la Sécurité sociale et des Personnes âgées                      |           | Anna Tenje                  | M     |
| Ministre des Finances                                                       |           | Elisabeth Svantesson        | M     |
| Ministre des Marchés financiers                                             |           | Niklas Wykman               | M     |
| Ministre des Administrations publiques                                      |           | Erik Slottner               | KD    |
| Ministre de l'Éducation                                                     |           | Johan Pehrson               | L     |
| Ministre de l'Enseignement primaire                                         |           | Lotta Edholm                | L     |
| Ministre du Climat et de l'Environnement                                    |           | Romina Pourmokhtari         | L     |
| Ministre de la Culture                                                      |           | Parisa Liljestrand          | M     |
| Ministre de l'Emploi et de l'Intégration                                    |           | Mats Persson                | L     |
| Ministre de l'Égalité des genres                                            |           | Paulina Brandberg           | L     |
| Ministre des Affaires rurales                                               |           | Peter Kullgren              | KD    |
| Ministre des Infrastructures et du Logement                                 |           | Andreas Carlson             | KD    |